# Crypsicometa plana
Crypsicometa plana là một loài bướm đêm trong họ Geometridae.